# Nogosaren (Gading)
Nogosaren is een bestuurslaag in het regentschap Probolinggo van de provincie Oost-Java, Indonesië. Nogosaren telt 2994 inwoners (volkstelling 2010).